# 5346 Benedetti
Az 5346 Benedetti (ideiglenes jelöléssel (5346) 1981 QE3) a Naprendszer kisbolygóövében található aszteroida. Henri Debehogne fedezte fel 1981. augusztus 24-én.